# Salamanca (distrito)
Salamanca é um distrito da cidade de Madrid, na Espanha. Possui uma superfície de 5,41 quilômetros quadrados e uma população de 150 775 habitantes.  Salamanca é um dos 21 distritos que formam a cidade de Madrid, Espanha. Salamanca está localizado a nordeste do centro histórico de Madrid.
Nordeste da Cidade Velha, a parte mais antiga do bairro foi ordenado pelo Plano de Castro 1860, o plano a ser superado em 1927, quando foi completamente urbanizada. O Guindalera e Fuente del Berro estão fora rodadas de desenvolvimento. 

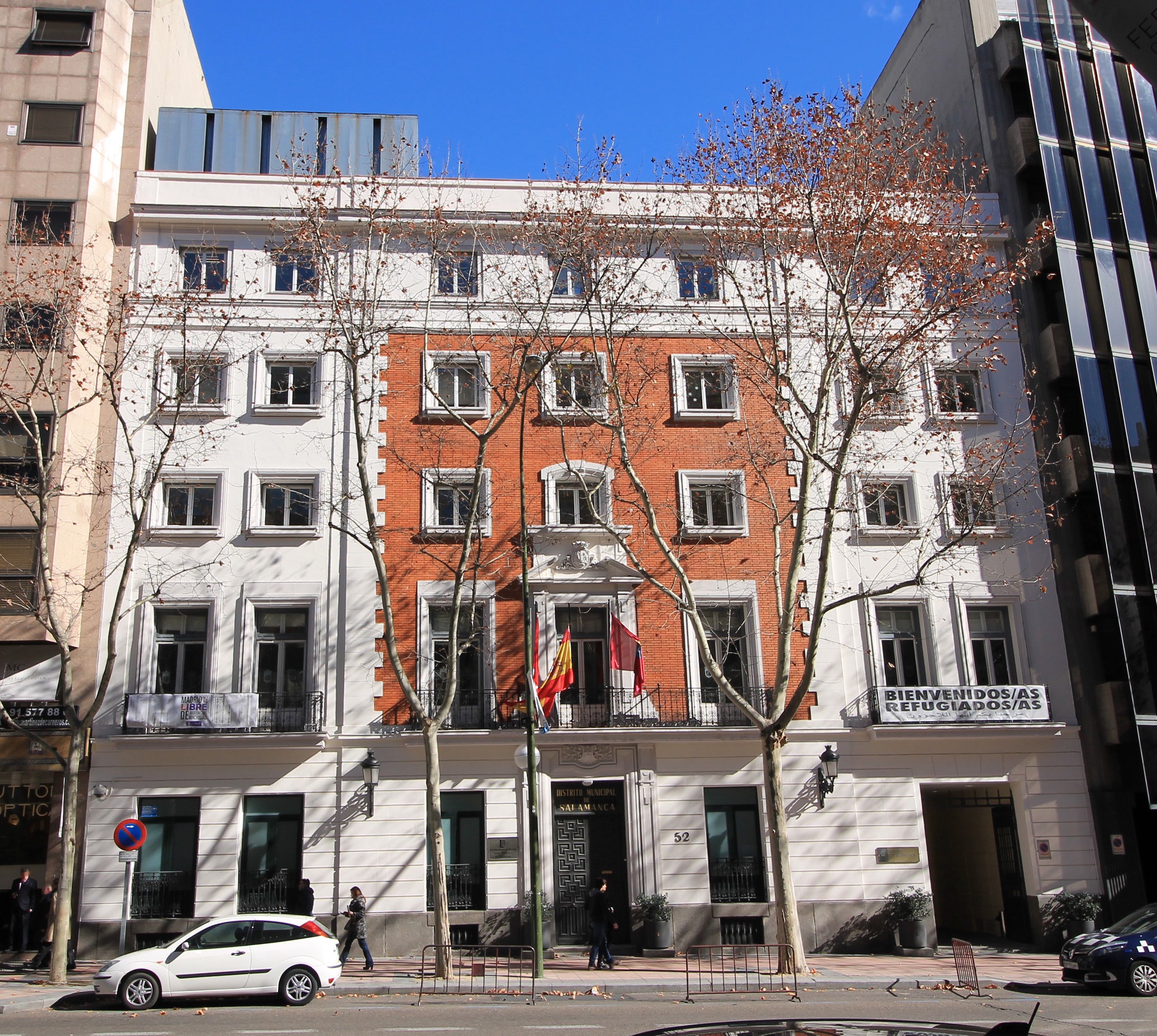
Junta Municipal de Salamanca.

Em emoldurado por Villanueva, Claudio Coello e área de Goya apresenta casas com grandes portais Lecumberri arquiteto para carros, pátios e uma altura máxima de 3 a 4 andares permanecem. Há uma construção da extensão do período do início do século XX, na rua entre Lagasca Villanueva e Claudio Coello, que já foi um hotel e mantém o seu estado original. 
Na Praça da Independência, em frente ao Retiro havia uma praça de touros, que foi demolido por volta de 1874, eles construíram um novo na Avenida Felipe II. Por sua vez, foi demolido (em 1930) e seu palácio dos esportes solar, que no início XXI (2001) do século foi destruído por um incêndio, ocorrido durante alguns reparos, e depois ser reconstruído subiria. A nova praça de touros, a atual Plaza de las Ventas, também construído no distrito (Distrito de Guindalera). 
No sul do distrito de Salamanca foi uma estação ferroviária (estação de Lisieux), onde ele teve sua linha de termo da antiga ferroviária Arganda, parte de cujo curso tem sido aproveitado para a extensão da Linha 9 do Metro de Madrid.

## Bairros
Este distrito está dividido em seis bairros:
- Castellana
- Fuente
- Goya
- Guindalera
- Lista
- Recoletos

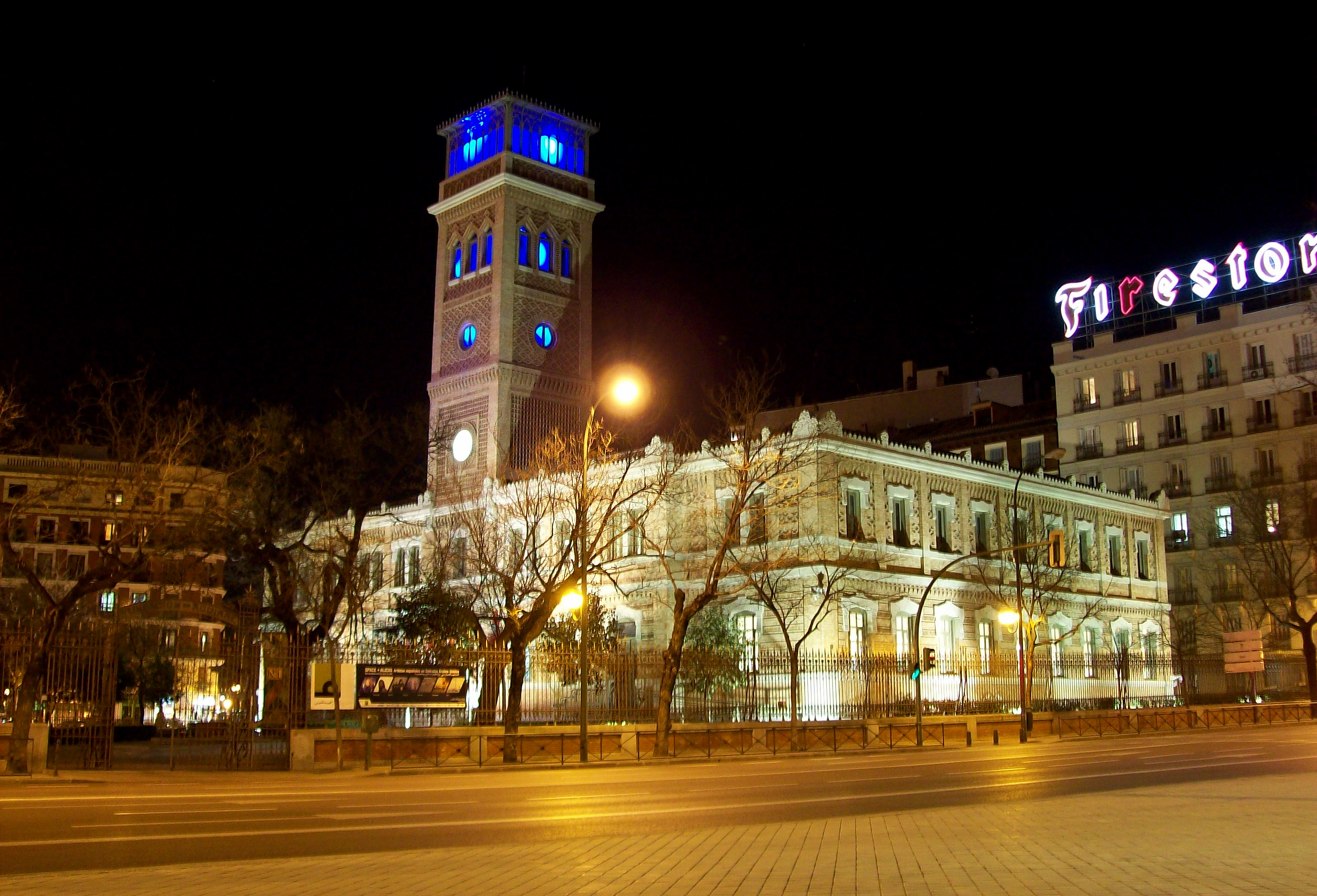
Casa Árabe
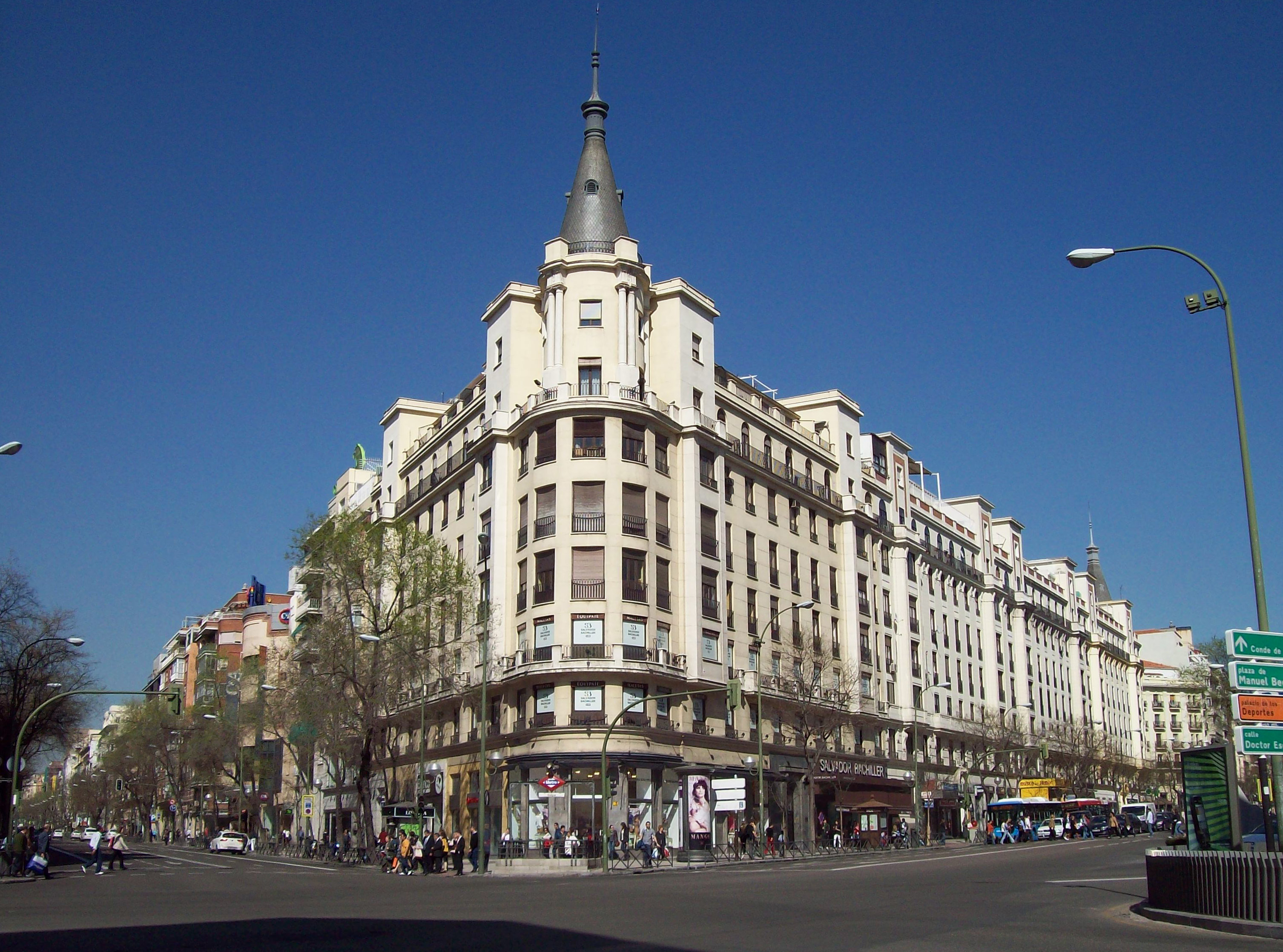
Calle de Alcalá
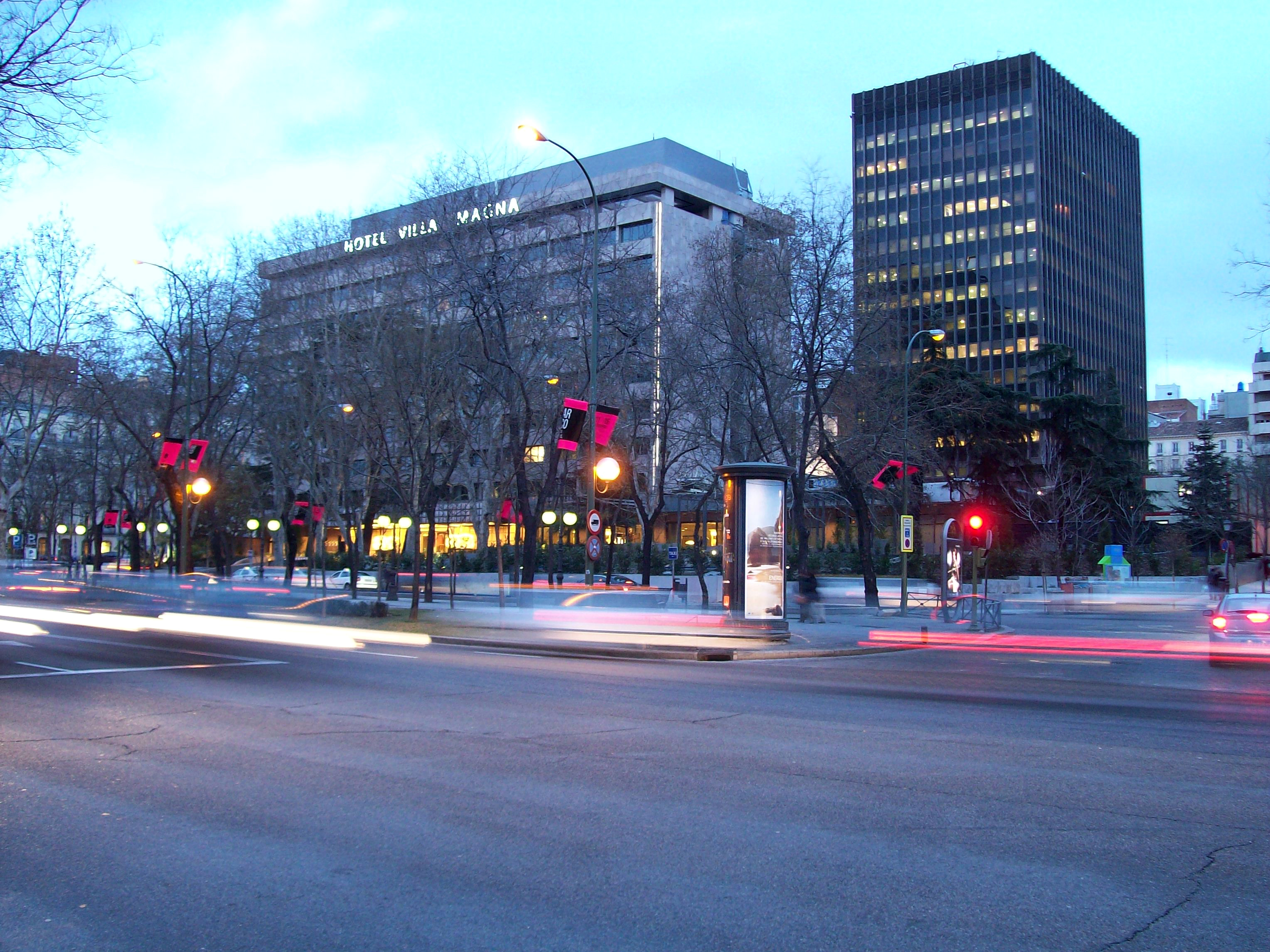
Paseo de la Castellana

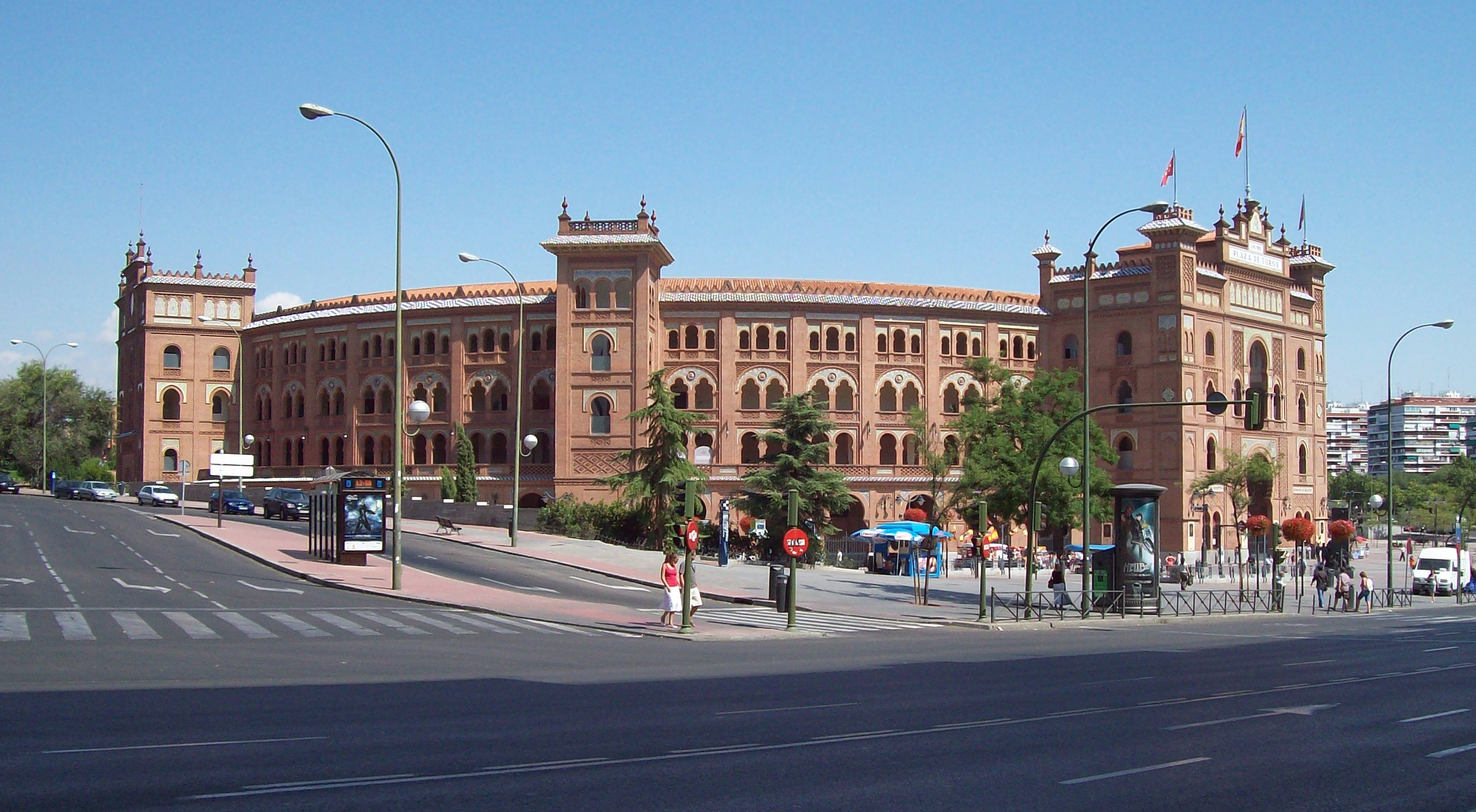
Praça de touros de Las Ventas
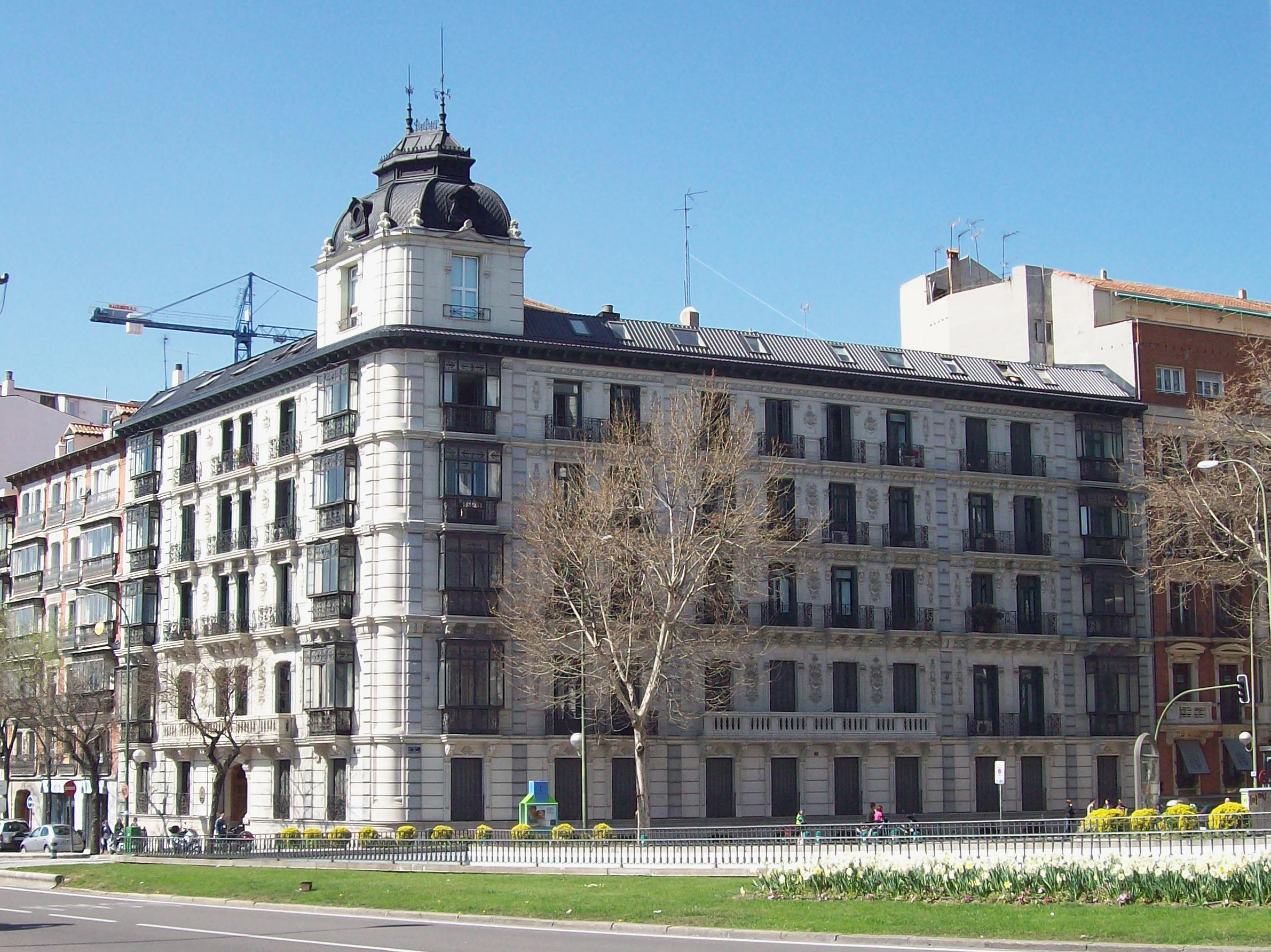
Casa-Palácio de Federico Ortiz
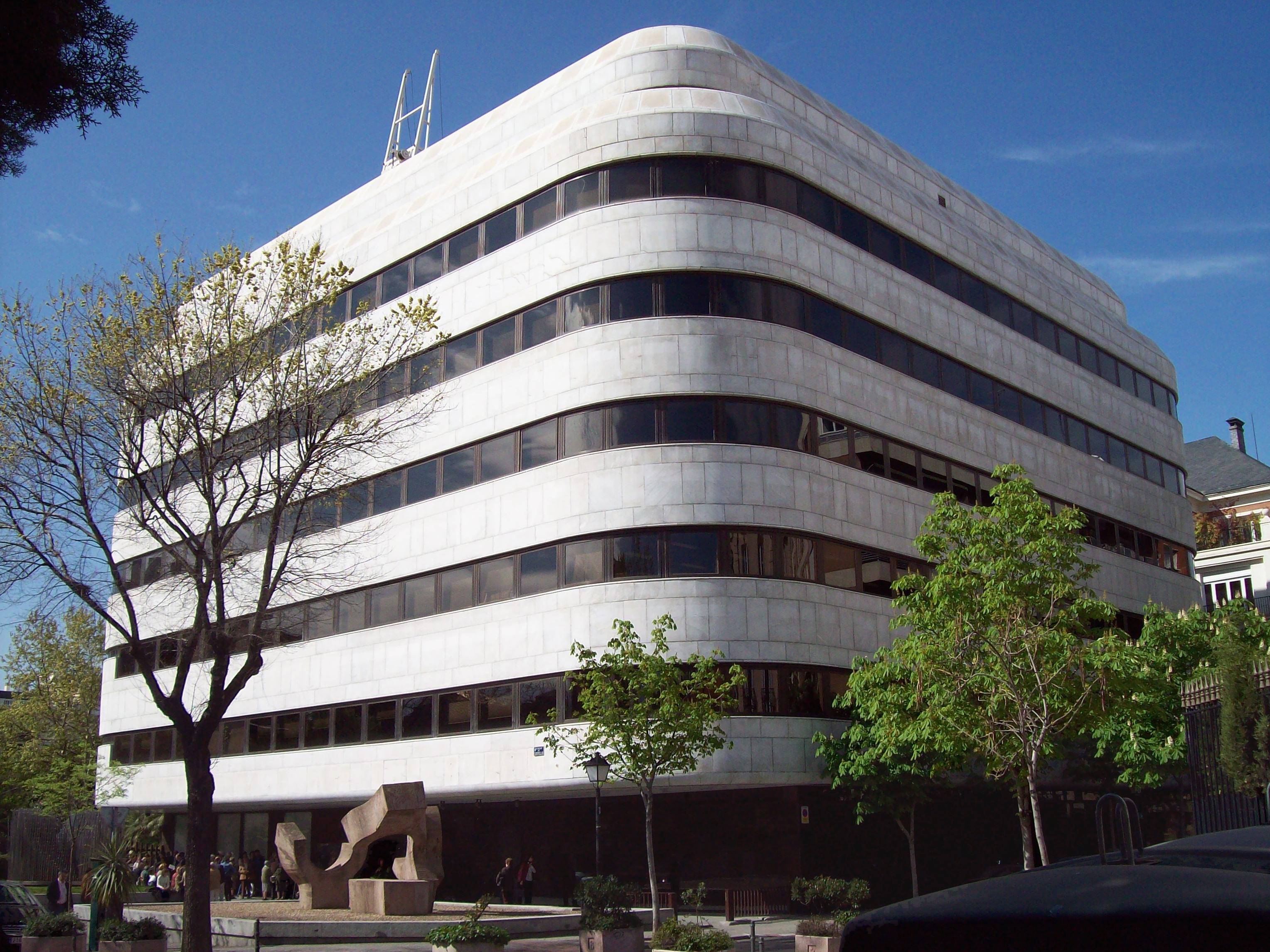
Fundação Juan March